# پلیکان لندن
پلیکان لندن (به انگلیسی: Pelican of London) یک کشتی است که طول آن 45.0 M (148 ft.) LE; 34.6 M (114 ft.) LOA hull می‌باشد. این کشتی در سال ۱۹۴۸ ساخته شد.